# Distribuidor automático de llamadas
El distribuidor automático de llamadas (en inglés ACD, Automatic Call Distributor) es un proceso por el cual se distribuyen las llamadas que llegan a los sistemas de atención y teleoperadores. Puede usarse también en un sistema de colas enrutado hacia un sistema de consulta de datos. La integración de telefonía informática o CTI (del inglés, Computer Telephony Integration) y las aplicaciones de telecomunicaciones asistidas por computadora o CSTA (del inglés, Computer-Supported Telecommunicatons Applications) son programas intermedios que pueden generar sistemas de ACD avanzados.

## Aplicación
Los distribuidores automáticos de llamadas o ACD (del inglés, Automatic Call Distributor) redirigen las llamadas entrantes a los empleados más cualificados de una empresa para atender las necesidades de la persona que llama. La tecnología también puede usar instrucciones basadas en reglas, como identificación de llamadas, identificación automática de números, respuesta de voz interactiva o servicios de identificación del número marcado para determinar cómo se gestionan las llamadas. Los sistemas de ACD a menudo se encuentran en oficinas que gestionan grandes volúmenes de llamadas telefónicas entrantes de personas que no necesitan hablar con una persona en concreto, pero que requieren asistencia de varias personas (por ejemplo, representantes de atención al cliente) lo antes posible.
Hay varias estrategias de enrutamiento de contactos que se pueden establecer dentro de un algoritmo en función de las necesidades de una empresa. El enrutamiento basado en las habilidades se determina por los conocimientos de un operador para atender la consulta de una persona que llama. También pueden usarse centros de contacto virtuales para agregar los conjuntos de habilidades de agentes a fin de ayudar a varios proveedores, donde se puede compartir toda la información estadística y en tiempo real entre los centros de contacto. Una función adicional de estas aplicaciones de enrutamiento externo es habilitar la integración de telefonía informática (CTI), que mejora la eficiencia de los agentes de centros de llamadas gracias a que combina las llamadas telefónicas entrantes con los datos pertinentes a través de un pop de pantalla.

## Métodos de distribución
Hay varias opciones para distribuir las llamadas entrantes desde una cola:
- Distribución de llamadas lineal: las llamadas se distribuyen en orden, comenzando desde el principio cada vez
- Distribución de llamadas circular/rotatoria: las llamadas se distribuyen en orden, comenzando con la siguiente en orden
- Distribución de llamadas uniforme: las llamadas se distribuyen de manera uniforme, comenzando con la persona que ha atendido la menor cantidad de llamadas
- Distribución de llamadas simultánea: las llamadas se presentan a todas las extensiones disponibles simultáneamente
- Distribución de llamadas ponderada: las llamadas se distribuyen de acuerdo con una ponderación configurable, como por ejemplo, conjuntos de habilidades diferentes dentro de los representantes de atención al cliente[8]